# Rajd Hiszpanii 1997
Rezultaty Rajdu Hiszpanii (33. Rallye Catalunya - Costa Brava - Rallye de España), eliminacji Rajdowych Mistrzostw Świata w 1997 roku, który odbył się w dniach 14-16 kwietnia. Była to piąta runda czempionatu w tamtym roku. Bazą rajdu było miasto Lloret de Mar.

## Zwycięzcy odcinków specjalnych[1]
| Dzień | OS   | Nazwa                  | Długość  | Zwycięzca                                  | Czas  | Śr. pręd.  | Lider rajdu       |
| ----- | ---- | ---------------------- | -------- | ------------------------------------------ | ----- | ---------- | ----------------- |
| 1     | SS1  | La Trona 1             | 12,89 km | Francois Delecour Gilles Panizzi           | 8:36  | 89,93 km/h | Francois Delecour |
| 1     | SS2  | Alpens - Les Llosses 1 | 22,01 km | Gilles Panizzi                             | 13:44 | 96,16 km/h | Gilles Panizzi    |
| 1     | SS3  | Coll de Santigosa 1    | 10,65 km | Tommi Makinen Piero Liatti Gilles Panizzi  | 6:45  | 94,67 km/h | Gilles Panizzi    |
| 1     | SS4  | Coll de Bracons 1      | 19,69 km | Gilles Panizzi                             | 12:54 | 91,58 km/h | Gilles Panizzi    |
| 1     | SS5  | La Roca - St Hilari 1  | 36,12 km | François Delecour                          | 22:34 | 96,04 km/h | Gilles Panizzi    |
| 1     | SS6  | Cladells               | 13,73 km | Piero Liatti                               | 9:18  | 88,44 km/h | Colin McRae       |
| 2     | SS7  | La Riba 1              | 32,78 km | Tommi Makinen                              | 20:29 | 96,02 km/h | Colin McRae       |
| 2     | SS8  | Prades                 | 14,15 km | Gilles Panizzi                             | 8:30  | 99,88 km/h | Colin McRae       |
| 2     | SS9  | El Priorat             | 20,70 km | Gilles Panizzi François Delecour           | 14:34 | 85,26 km/h | Colin McRae       |
| 2     | SS10 | La Figuera             | 24,15 km | Tommi Makinen François Delecour            | 15:32 | 93,28 km/h | Piero Liatti      |
| 2     | SS11 | La Bisbal de Falset    | 25,09 km | Carlos Sainz                               | 16:18 | 92,36 km/h | Tommi Makinen     |
| 2     | SS12 | Escaladei              | 21,62 km | Piero Liatti                               | 13:11 | 98,40 km/h | Piero Liatti      |
| 2     | SS13 | La Riba 2              | 32,78 km | Colin McRae                                | 20:30 | 95,94 km/h | Tommi Makinen     |
| 3     | SS14 | La Trona 2             | 12,89 km | Colin McRae                                | 8:34  | 90,28 km/h | Tommi Makinen     |
| 3     | SS15 | Alpens - Les Llosses 2 | 22,01 km | Colin McRae                                | 13:44 | 96,16 km/h | Tommi Makinen     |
| 3     | SS16 | Coll de Santigosa 2    | 10,65 km | Tommi Makinen                              | 6:45  | 94,67 km/h | Tommi Makinen     |
| 3     | SS17 | Coll de Bracons 2      | 19,69 km | Piero Liatti Colin McRae François Delecour | 12:58 | 91,11 km/h | Tommi Makinen     |
| 3     | SS18 | La Roca - St Hilari 2  | 36,12 km | Tommi Makinen                              | 22:40 | 95,61 km/h | Tommi Makinen     |

## Wyniki końcowe rajdu
| Msc.                   | Kierowca               | Pilot                   | Samochód                  | Czas                   | Strata                 | Grupa                  | Punkty                 |                        |
| Klasyfikacja generalna | Klasyfikacja generalna | Klasyfikacja generalna  | Klasyfikacja generalna    | Klasyfikacja generalna | Klasyfikacja generalna | Klasyfikacja generalna | Klasyfikacja generalna | Klasyfikacja generalna |
| ---------------------- | ---------------------- | ----------------------- | ------------------------- | ---------------------- | ---------------------- | ---------------------- | ---------------------- | ---------------------- |
| 1.                     | Tommi Makinen          | Seppo Harjanne          | Mitsubishi Lancer Evo IV  | 4:08:46                |                        | A8 M                   | 10                     |                        |
| 2.                     | Piero Liatti           | Fabrizia Pons           | Subaru Impreza WRC97      |                        | +0:07                  | A8 M                   | 6                      |                        |
| 3.                     | Gilles Panizzi         | Hervé Panizzi           | Peugeot 306 Maxi          |                        | +3:09                  | A7 2L                  | 4                      |                        |
| 4.                     | Colin McRae            | Nicky Grist             | Subaru Impreza WRC97      |                        | +3:34                  | A8 M                   | 3                      |                        |
| 5.                     | Angelo Medeghini       | Barbara Medeghini       | Subaru Impreza 555        |                        | +5:05                  | A8                     | 2                      |                        |
| 6.                     | Rui Madeira            | Nuno Rodrigues da Silva | Subaru Impreza 555        |                        | +6:26                  | A8                     | 1                      |                        |
| 7.                     | Jaime Azcona           | Julius Billmaier        | Peugeot 306 Maxi          |                        | +7:42                  | A7 2L                  |                        |                        |
| 8.                     | Uwe Nittel             | Christina Thorner       | Mitsubishi Lancer Evo III |                        | +8:39                  | A8 M                   |                        |                        |
| 9.                     | Raphael Sperrer        | Per Carlsson            | Renault Megane            |                        | +9:46                  | A7 2L                  |                        |                        |
| 10.                    | Carlos Sainz           | Luis Moya               | Ford Escort WRC           |                        | +9:57                  | A8 M                   |                        |                        |
| PWRC                   |                        |                         |                           |                        |                        |                        |                        |                        |
| 1.(13.)                | Gustavo Trelles        | Martin Christie         | Mitsubishi Lancer Evo III | 4:31:15                | -                      | N4                     | 10                     |                        |
| 2.(15.)                | Antonello Fidanza      | Raffaele Farina         | Mitsubishi Lancer Evo III | 4:40:37                | +9:22                  | N4                     |                        |                        |
| 3.(16.)                | David Nafría           | Alberto Sanchís         | Peugeot 106 Rallye        | 4:46:15                | +15:00                 | N2                     |                        |                        |
| 2L WRC                 |                        |                         |                           |                        |                        |                        |                        |                        |
| 1 (3.)                 | Gilles Panizzi         | Hervé Panizzi           | Peugeot 306 Maxi          | 4:11:55                |                        | A7 2L                  |                        |                        |
| 2 (7.)                 | Jaime Azcona           | Julius Billmaier        | Peugeot 306 Maxi          | 4:16:28                | +4:33                  | A7 2L                  |                        |                        |
| 3 (9.)                 | Raphael Sperrer        | Per Carlsson            | Renault Megane Maxi       | 4:18:32                | +6:37                  | A7 2L                  |                        |                        |

1. ↑  Litera M przy oznaczeniu grupy do której należy samochód oznacza, iż tylko ci kierowcy zdobywali punkty dla swoich zespołów liczonych w klasyfikacji producentów na koniec sezonu.

## Klasyfikacja po 5 rundach
Tabele przedstawiają tylko pięć pierwszych miejsc.

### Kierowcy
| Lp. | Kierowca      | Pkt |
| --- | ------------- | --- |
| 1   | Tommi Makinen | 28  |
| 2   | Piero Liatti  | 16  |
| 3   | Colin McRae   | 16  |
| 4   | Carlos Sainz  | 12  |
| 5   | Armin Schwarz | 11  |

### Producenci
| Lp. | Producent           | Pkt |
| --- | ------------------- | --- |
| 1   | 555 Subaru WRT      | 42  |
| 2   | Mitsubishi Ralliart | 36  |
| 3   | Ford Motor Co. Ltd. | 23  |